# Pete Herman
Pete Herman, właśc. Peter Gulotta (ur. 12 lutego 1896 w Nowym Orleanie, zm. 13 kwietnia 1973 tamże) – amerykański bokser, były zawodowy mistrz świata kategorii koguciej.
Pochodził w rodziny włoskich imigrantów. W wieku dwunastu lat pracował jako pucybut. wówczas ze swym przyjacielem Eddiem Coulonem zaczął trenować boks. Gdy Coulon podpisał kontrakt zawodowy, Herman uczynił to samo. Swą pierwszą walkę we wrześniu 1912 zremisował z Coulonem.
Wygrywał większość pojedynków bokserskich i zyskał wkrótce reputację wyróżniającego się pięściarza wagi koguciej. 30 czerwca 1914 stoczył 10-rundową walkę no decision z ówczesnym mistrzem świata tej kategorii Kidem Williamsem, którą zdaniem prasy przegrał. W następnej walce 13 września wygrał z byłym mistrzem świata Eddiem Campim. 15 listopada tego roku Frankie Burns pokonał go przez techniczny nokaut w 13. rundzie. Była to jedyna porażka przed czasem w całej karierze Hermana.
Herman kontynuował serię zwycięskich pojedynków i 7 lutego 1916 w Nowym Orleanie ponownie zmierzył się z Kidem Williamsem w walce o tytuł mistrza świata. Tym razem po 20 rundach orzeczono remis. Następną walkę Herman stoczył z Lewem Tendlerem. Zakontraktowana na 6 rund walka zakończyła się no decision, choć zdaniem prasy przeważał Tendler.
Trzeci pojedynek z Williamsem przyniósł Hermanowi tytuł mistrza świata, ponieważ 9 stycznia 1917 w Nowym Orleanie pokonał rywala na punkty.
W obronie tytułu mistrzowskiego stoczył następujące walki:
| Data                  | Miejsce          | Oponent        | Wynik               | Źródło |
| --------------------- | ---------------- | -------------- | ------------------- | ------ |
| 12 lutego 1917(dts)   | Cincinnati       | Sammy Sandow   | no decision         | [ 6 ]  |
| 20 lutego 1917(dts)   | Saint Louis      | Harry Kabakoff | no decision         | [ 7 ]  |
| 6 marca 1917(dts)     | Albany           | Jabez White    | no decision         | [ 8 ]  |
| 13 marca 1917(dts)    | Nowy Jork        | Dutch Brandt   | no decision         | [ 9 ]  |
| 3 lipca 1917(dts)     | Buffalo          | Harry Coulin   | no decision         | [ 10 ] |
| 10 września 1917(dts) | Tulsa            | Earl Puryear   | no decision         | [ 11 ] |
| 20 lutego 1917(dts)   | Nowy Orlean      | Frankie Burns  | wygrana na punkty   | [ 12 ] |
| 12 maja 1919(dts)     | Syracuse         | Young Solberg  | no decision         | [ 13 ] |
| 23 maja 1919(dts)     | Minneapolis      | Johnny Ertle   | nokaut w 5. rundzie | [ 14 ] |
| 4 lipca 1919(dts)     | Fort Worth       | Dick Griffin   | remis               | [ 15 ] |
| 15 sierpnia 1919(dts) | Milwaukee        | Jackie Sharkey | no decision         | [ 16 ] |
| 19 sierpnia 1920(dts) | Colorado Springs | Roy Moore      | no decision         | [ 17 ] |

W tym czasie Herman stoczył również walki z takimi zawodnikami, jak. m.in.: Johnny Coulon (14 maja 1917, wygrana przez TKO w 3. rundzie), Joe Lynch (1 czerwca 1917, 1 września 1919 i 12 listopada 1919, wszystkie no decision), Kid Williams (ich czwarta i ostatnia walka 13 czerwca 1917, no decision), Frankie Burns (4 lipca 1918, no decision), Memphis Pal Moore (24 marca 1919, no decision) i Johnny Buff (24 listopada 1919, no decision).
22 grudnia 1920 w Madison Square Garden w Nowym Jorku Herman stracił tytuł mistrza świata po porażce na punkty z Joe Lynchem. W następnej walce zmierzył się 13 stycznia 1921 w Londynie z ówczesnym mistrzem świata wagi muszej Walijczykiem Jimmym Wildem. Herman dominował w tej walce i zwyciężył przez techniczny nokaut w 17. rundzie.
25 lipca 1921 w Nowym Jorku odzyskał tytuł mistrza świata w wadze koguciej zwyciężając Joe Lyncha na punkty. Stoczył potem walkę no decision z Charlesem Ledoux, a w pierwszej obronie odzyskanego tytułu przegrał na punkty z Johnnym Buffem 23 września 1921 w Madison Square Garden. Nie widział już wówczas na jedno oko. Stoczył potem jeszcze sześć walk, w tym wygraną przez nokaut w 1. rundzie z Packeyem O’Gattym. Zakończył karierę w kwietniu 1922.
Wkrótce potem zupełnie oślepł. Prowadził kawiarnię we French Quarter w Nowym Orleanie. Zmarł w 1973.
Został wybrany w 1997 do Międzynarodowej Bokserskiej Galerii Sławy.